# Jordan Ford
Jordan Matthew Ford (Folsom (California), 26 de mayo de 1998) es un baloncestista estadounidense que pertenece a la plantilla del Aquila Basket Trento de la Lega Basket Serie A. Con 1,85 metros de estatura, juega en la posición de base.

## Trayectoria deportiva
Jugó cuatro temporadas con Saint Mary's Gaels (2016-2020) y tras no ser elegido en el Draft de la NBA de 2020, el 19 de noviembre de 2020 firmó su primer contrato profesional con Los Angeles Clippers de la NBA, con los que jugó durante dos partidos en pretemporada.
En febrero de 2021, sería asignado a los Agua Caliente Clippers de la NBA G League.
El 24 de marzo de 2021, firma por el Peristeri BC de la A1 Ethniki, la primera categoría del baloncesto griego.
El 12 de septiembre de 2023 firmó con los Sacramento Kings, y tres días después, su acuerdo se convirtió en un contrato dual.
El 26 de julio de 2024 fichó por el Aquila Basket Trento de la Lega Basket Serie A italiana.

## Estadísticas de su carrera en la NBA

### Temporada regular
| Año     | Equipo     | PJ | PT | MPP | %TC  | %3P  | %TL   | RPP | APP | ROB | TPP | PPP |
| ------- | ---------- | -- | -- | --- | ---- | ---- | ----- | --- | --- | --- | --- | --- |
| 2023-24 | Sacramento | 6  | 0  | 3.7 | .571 | .667 | 1.000 | .3  | .3  | .0  | .0  | 2.0 |
| Total   | Total      | 6  | 0  | 3.7 | .571 | .667 | 1.000 | .3  | .3  | .0  | .0  | 2.0 |